# Little Kelk
Little Kelk – osada w Anglii, w hrabstwie East Riding of Yorkshire. Leży 32 km na północ od miasta Hull i 280 km na północ od Londynu.